# Филинов, Борис Владимирович
Борис Владимирович Филинов - родился в 1954, в г.Уфа, Башкортостан, РСФСР,Россия) — советский и российский живописец, график, член Союза художников России ,член  "Евразийского Художественного Союза". С  2020года Почетный член Академии МАСИ-IACA.

## Биография
Борис Владимирович Филинов родился в Уфе в 1954 году. В раннем детстве увлекся изобразительным искусством. В 1975 окончил Уфимское училище искусств по специальности художник-оформитель. После военной службы работает художником-оформителем в объединении автовокзалов.1982 году работал в производственном рекламном комбинате Башпотребсоюза бригадиром, где проводил работы по оформлению магазинов, универмагов, кафе и ресторанов. В 1986-1987 работал учителем рисования в школе-интернате для глухих детей. С 1987 по 1989 работал старшим художником в бюро промышленной эстетики Производственного швейного объединения «Мир».
С 1989 года участвует в выставках. В 1990 году создал художественную группу "Отражение". 
Участник республиканских, региональных, всероссийских, международных, а также зарубежных выставок.

## Работы художника
Работы художника находятся в частных коллекциях Уфы, Москвы, Санкт-Петербурга, Германии, Финляндии, Польши, Израиля, Латвии, Украины. Графическая серия "Старая Уфа" находится в представительстве республики Башкортостан в Санкт-Петербурге. Картина "Аленький цветочек" передана художником в дар Дому-музею С.Т. Аксакова в Уфе.

## Творческая биография

### Выставки
| Год       | Название выставки                                       | Город                                 | Место проведения                                              | Статус выставки            |
| --------- | ------------------------------------------------------- | ------------------------------------- | ------------------------------------------------------------- | -------------------------- |
| 1973      | Выставка, посвященная юбилею Уфимского училища искусств | г. Уфа                                | Центральный выставочный зал Союза Художников БАССР            | Групповая, региональная    |
| 1989      | Живопись, графика                                       | г. Уфа                                | Городская библиотека №6                                       | Персональная, городская    |
| 1990      | "Шаг", в составе ХГ "Отражение"                         | г. Уфа                                | Общественно-политический центр                                | Групповая, региональная    |
| 1990      | "Зигзаг", в составе ХГ "Отражение"                      | г. Уфа                                | Общественно-политический центр                                | Групповая, региональная    |
| 1990      | "ТУЗ", в составе ХГ "Отражение"                         | г. Уфа                                | Дворец культуры РТИ (совр. УЗЭМИК)                            | Групповая, региональная    |
| 1990      | "Отражение", в составе ХГ "Отражение"                   | г. Уфа                                | Малый выставочный зал Союза Художников БАССР                  | Групповая, региональная    |
| 1990      | "Путь к истокам"                                        | г. Уфа                                | Музей им. М.В. Нестерова                                      | Коллективная, региональная |
| 1991      | Живопись, графика                                       | г. Уфа                                | Малый выставочный зал Союза Художников БАССР                  | Персональная, региональная |
| 1991      | Живопись, графика (в составе ХГ "Отражение")            | г. Челябинск                          | Выставочный зал Союза Художников Челябинской области          | Групповая, региональная    |
| 1991      | Живопись, графика (в составе ХГ "Отражение")            | г. Стерлитамак                        | Краеведческий музей                                           | Групповая, региональная    |
| 1992      | "Отражение" (в составе ХГ "Отражение")                  | г. Уфа                                | Центральный выставочный зал Союза Художников БАССР            | Групповая, региональная    |
| 1993      | Живопись, графика (в составе ХГ "Отражение")            | г. Уфа                                | Дворец культуры Нефтехимиков                                  | Групповая, городская       |
| 1993      | Живопись                                                | г. Уфа                                | Кинотеатр "Победа"                                            | Персональная, городская    |
| 2009-2011 | Живопись, графика                                       | г. Санкт-Петербург                    | Представительство Республики Башкортостан                     | Персональная, федеральная  |
| 2011      | "Инь-Ян", живопсь                                       | г. Москва                             | Центральный государственный музей современной истории России  | Групповая, международная   |
| 2011      | "VI Международный фестиваль монотипии трех городов"     | г. Москва, Санкт-Петербург, Хельсинки | -                                                             | Групповая, международная   |
| 2011      | "Натюрморт"                                             | г. Уфа                                | Центральный выставочный зал Союза Художников РФ, Башкортостан | Групповая, региональная    |
| 2011      | "Бубен Шамана" (графика)                                | г. Уфа                                | Музей современного искусства им. Н.Латфуллина                 | Персональная, городская    |
|           |                                                         |                                       |                                                               |                            |

### 1990г .Организовал художественную группу "ОТРАЖЕНИЕ"
2012-2013 г. - Художник-иллюстратор документального фильма о башкирских кубаирах из цикла "Урал-Батыр" (реж. Булат Юсупов).
2013 г. - Художник раскадровки исторического художественного фильма "Визит" (реж. Булат Юсупов)
2016 г. - Художник-иллюстратор исторического художественного фильма "Бабич" (реж. Булат Юсупов)
2017г. -Festival d" Art cheз Pierre Cardin- Diplome 1место
2018 г. - Художник иллюстратор "Первая Республика" (реж. Булат Юсупов)
2020г. -Международный конкурс искусств "Artex Awards" Х сезон .Золотая медаль конкурса АЕА-2020
2022г.--Международный конкурс искусств "Artex Awards" ХIV сезон Серебряная медаль конкурса АЕА -2022

### Публикации и каталоги
1. 2011г.VI Международный фестиваль монотипии – Санкт-Петербург , галерея Центр книги и графики. 
2."Новые лица в Искусстве"(участники конкурса живописи, Том 3)Москва 2011-2014г.
3."Новые лица в Искусстве"(участники конкурса графики, Том 2) Москва 2011-2014г.
4. 2014 г. «Золотой век русской литературы» в РЦНК в Берлине с 26 ноября по 10 декабря 2014г.